# Burni Tenun
Burni Tenun är ett berg i Indonesien.   Det ligger i provinsen Aceh, i den västra delen av landet, 1 600 km nordväst om huvudstaden Jakarta. Toppen på Burni Tenun är 1 064 meter över havet, eller 550 meter över den omgivande terrängen. Bredden vid basen är 9,6 km.
Terrängen runt Burni Tenun är huvudsakligen kuperad. Trakten runt Burni Tenun är nära nog obefolkad, med mindre än två invånare per kvadratkilometer. I omgivningarna runt Burni Tenun växer i huvudsak städsegrön lövskog.